# Моша Албахари
Моша Албахари (Сарајево, 1913 — Рим, новембар 1942), студент филозофије и учесник Народноослободилачке борбе.

## Биографија
Рођен 1913. године у Сарајеву, где је завршио основну школу и гимназију.
Још као ученик гимназије приступио је револуционарном омладинском покрету и постао члан Савеза комунистичке омладине Југославије (СКОЈ). Током студија филозофије у Загребу, активно је учествовао у раду студентског револуционарног покрета и примљен је у чланство Комунистичке партије Југославије (КПЈ). Као један од истакнутих студента-комуниста, био је 1934. године изабран за руководиоца партијске организације на Загребачком универзитету.
Био је члан уредништва листова „Нови студент“ и „Борбени студент“, као и члан „Пучког театра“. Врло активно је деловао и у револуционарном удружењу „Светлост“. Године 1936. је изабран за члана одбора „Академског филозофског друштва“. Био је један од оснивача „Акционог одбора хрватских студената левичара“ и као члан тог Одбора организовао је 1937. године логоровање студената-комуниста у Крањској Гори. Следеће године је био у делегацији студената-комуниста, која је посетила чехословачког конзула и предложила одлазак студената-комуниста у Чехословачку у циљу њене одбране од немачке агресије. Године 1939. је био изабран за секретара бироа Покрајинског комитета СКОЈ-а за Хрватску и секретара Бироа партијских организација свих факултета Загребачког универзитета.
После Априлског рата и окупације Краљевине Југославије, августа 1941. године, у својству делегат Централног комитета Комунистичке партије Хрватске, био је упућен у Истру да ради на организовању устанка. Истог месеца организовао је и први партизански логор на планини Тухобич у којем је вршио дужност команданта. Убрзо је у логору формиран и партизански одред „Божо Видас Вук“ у којем је изабран за команданта.
У борби с италијанским фашистима, који су напали логор 12. новембра 1941. године, био је рањен и илегално пребачен у Сушак, ради лечења. По излечењу, фебруара 1942. године, био је упућен од старне Окружног комитета КП Хрватске за Истру у Ријеку, да ради на организовању партијских организација, које су се расформирале након једне полицијске провале. Он се тада повезао са ријечким радницима и успео активирати већи број партијских организација, које су се повезале с истарским партизанима.
Почетком јуна 1942. формирао је Други партизански одред при Петој оперативној зони Хрватске. Продужио је да ради на том терену као политички позадински радник. Приликом једног илегалног састанка 7. јула 1942. године, био је опкољен од италијанских карабинијера и у борби са њима тешко рањен у ногу, због чега је био заробљен. Одведен је у Рим, где му је ампутирана нога, а затим је изведен пред специјални суд, који га је 21. новембра 1942. године осудио на смрт.
Стрељан је убрзо потом, под лажним именом Викторо Блецио (итал. Vittorio Bleccico), јер Италијани нису успели да дознају његов прави идентитет. После ослобођења, његови посмртни остаци су пренети у Југославију и 24. марта 1950. сахрањени на загребачком гробљу Мирогој.